# Puissance 4
Pour l’article homonyme, voir Puissance 4 (comics).
Puissance 4 (appelé aussi parfois 4 en ligne) est un jeu de stratégie combinatoire abstrait, commercialisé pour la première fois en 1974 par la Milton Bradley Company, plus connue sous le nom de MB et détenue depuis 1984 par la société Hasbro.

## Règles du jeu
Le but du jeu est d'aligner une suite de 4 pions de même couleur sur une grille comptant 6 rangées et 7 colonnes.
Chaque joueur dispose de 21 pions d'une couleur (par convention, en général jaune ou rouge). Tour à tour, les deux joueurs placent un pion dans la colonne de leur choix, le pion coulisse alors jusqu'à la position la plus basse possible dans ladite colonne à la suite de quoi c'est à l'adversaire de jouer. Le vainqueur est le joueur qui réalise le premier un alignement (horizontal, vertical ou diagonal) consécutif d'au moins quatre pions de sa couleur. Si, alors que toutes les cases de la grille de jeu sont remplies, aucun des deux joueurs n'a réalisé un tel alignement, la partie est déclarée nulle.

## Stratégie

### Solution exacte
Le jeu a été résolu de façon exacte en 1988, par James D. Allen, et indépendamment par Victor Allis, à quelques jours d'intervalle (1er et 16 octobre 1988), avec des calculs informatiques. Le premier joueur (celui qui commence la partie) peut s'assurer la victoire s'il joue les coups adéquats.
Le seul premier coup gagnant est celui dans la colonne centrale. Un premier coup dans les colonnes adjacentes permet au second joueur d'obtenir une partie nulle (bien que plus facile à jouer pour le second joueur), et un premier coup dans l'une des quatre autres colonnes extérieures permet même au second joueur de décrocher la victoire (à condition qu'il joue parfaitement).

### Éléments stratégiques
Commencer dans la colonne centrale est un coup permettant au premier joueur d'obtenir en théorie la victoire s'il continue de jouer parfaitement, mais plus généralement, cette colonne est un élément important du jeu. En effet, les jetons de la colonne centrale sont ceux qui sont le plus susceptibles de former une ligne, et sont également ceux qui bloquent le plus de lignes de l'adversaire. En particulier, un jeton dans la colonne centrale empêche l'adversaire de faire une ligne horizontale aussi bien à gauche qu'à droite.
Un autre élément essentiel de la maîtrise du jeu consiste à créer des menaces multiples, de façon que l'adversaire ne puisse pas bloquer toutes les menaces à la fois. L'exemple le plus simple consiste à aligner 3 jetons horizontaux, avec les deux extrémités libres, et toutes les deux accessibles au coup suivant. L'adversaire, qui ne peut jouer qu'un seul jeton, ne pourra donc bloquer qu'une seule des extrémités. Lorsque la main revient au joueur possédant les 3 jetons, il lui suffit de jouer à l'autre extrémité pour remporter la partie.
Se placer systématiquement au-dessus du pion de l'adversaire, quand cela est possible (l'adversaire n'a pas joué sur la ligne du haut, ou n'a pas trois pions alignés qu'il faut bloquer), permet d'obtenir assez souvent un match nul pour le joueur qui commence, s'il place son premier pion dans la colonne du milieu (pour la version à six lignes et sept colonnes).
Une autre menace multiple bien connue est la technique du « sept ». Elle consiste à aligner 3 pions horizontaux, puis à former un 7 avec deux pions diagonaux rejoignant l'un d'eux, formant ainsi un 7. Cette stratégie est très efficace et très facile à mettre en œuvre en début de partie, tant pour les jaunes que les rouges.
Un point stratégique plus subtil à prendre en compte, mais étant la seule chose qui importe à haut niveau, est l'anticipation de la fin de la partie. Si toutes les colonnes sont remplies à l'exception d'une ou deux, l'issue de la partie sera fonction du joueur qui a joué en premier. Les très bons joueurs sont capables de prédire comment une partie va se finir après 6 ou 7 coups grâce à cette anticipation. Le joueur qui ne commence pas aura toujours pour objectif de créer une menace sur la deuxième ligne (en comptant à partir du bas). Pourquoi ? À la fin de la partie, s'il ne reste que cette colonne, ce sera le joueur qui aura commencé la partie qui posera le premier pion sur la colonne finale ; permettant au joueur 2 de gagner sur le pion suivant. A contrario, le joueur qui démarre la partie aura pour objectif de créer une menace sur la troisième ligne (toujours en partant du bas), ou sur la cinquième, et ce, en évitant que son adversaire ne crée une menace plus bas sur la même colonne.
Toujours sur cette stratégie d'anticipation, une position beaucoup plus délicate est s'il reste deux colonnes vides à la fin, et non une. S'il existe une menace du premier joueur sur la troisième ou la cinquième ligne de l'une d'entre elles, sans menace adverse plus bas, cela crée un décalage dans l'ordre de jeu sur l'autre colonne. Tout cela se comprend en pratiquant. Ce qu'il faut retenir, c'est que rien n'est fortuit dans le jeu du puissance 4. Chaque pion posé devrait avoir un but stratégique précis.

## Variantes

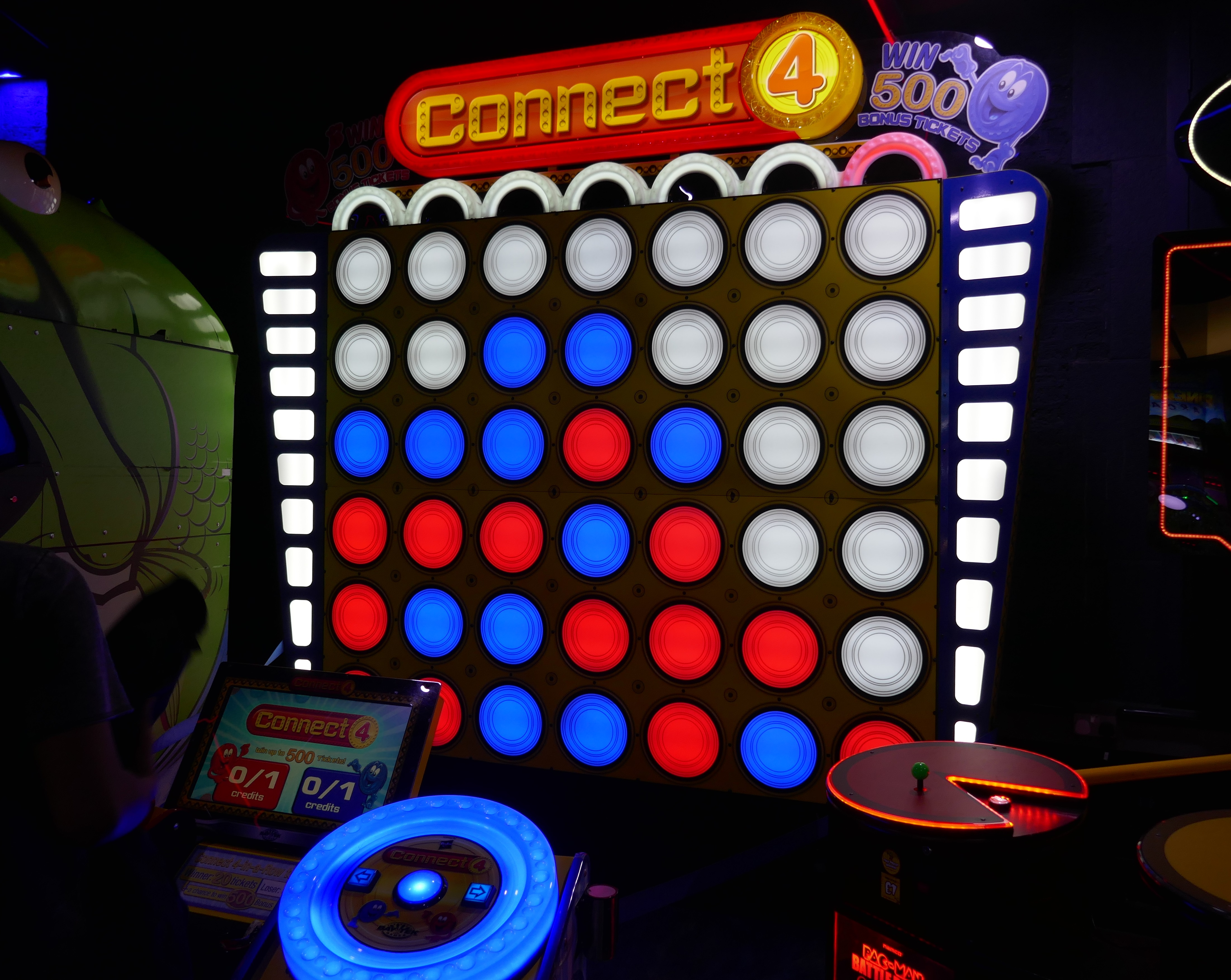
Adaptation du Puissance 4 en jeu d'arcade.

Ce jeu, lui-même dérivé du morpion, a connu plusieurs variantes. Une version 3D se jouant sur un plateau de (4×4×4) intitulée Sogo a été éditée par Ravensburger en 1978.